# 2011年12月英國

## 12月31日
- 英廷公佈2012年元旦授勳名單，部份獲勳的知名人士當中，現任上議院議長海曼女男爵獲GBE勳銜、蘋果電腦工業設計部資深副總裁強納生·伊夫獲KBE勳銜、在電影《皇上無話兒》中飾演伊利沙伯皇后的資深女演員海倫娜·寶咸·卡達獲CBE勳銜。2012年憲報元旦授勳名單 （页面存档备份，存于）、BBC （页面存档备份，存于）、BBC （页面存档备份，存于）
- 英國劍橋華人李炳南和倫敦華人吳呂南博士分別獲英廷頒授MBE勳銜，以表揚他們對當地華人社區的貢獻。2012年憲報元旦授勳名單 （页面存档备份，存于）

## 12月27日
- 因心臟問題入住劍橋郡一所醫院的菲臘親王，留醫五日後出院，乘車離開醫院時與守候的記者揮手。BBC （页面存档备份，存于）、BBC （页面存档备份，存于）
- 倫敦警方目前仍然調查昨日一名18歲男子在正午時份於牛津街購物區當眾被人用利刀刺死的案件。警方表示死者死因是被利刀刺穿心臟，現已扣查11名年齡介乎16至22歲的涉案人士，兇案現場仍未解封。昨晚約六時，案發地點附近又再發生一宗傷人案，一名21歲男子被人刺傷左腳，傷者未有生命危險，警方暫未拘捕任個涉及第二宗案件的人士，也未知兩宗案件是否有關連。BBC （页面存档备份，存于）

## 12月26日
- 一名18歲男子在倫敦市中心購物區牛津街當眾被人用利刀刺死，警方當場拘捕九名涉案人士，暫時未知行兇動機。警方事後封鎖事發的一段馬路調查，附近店舖受事件影響被迫關門休業。BBC （页面存档备份，存于）
- 白金漢宮發言人表示，現年90歲的菲臘親王接受心臟搭橋手術後，目前正在留院觀察，並且康復「進展良好」。BBC （页面存档备份，存于）

## 12月25日
- 英女皇伊利沙伯二世發表聖誕文告，本年度文告預先於12月9日在白金漢宮內攝製，由天空新聞台製作，女皇在文告中以家庭為今年的題材。BBC （页面存档备份，存于）、BBC （页面存档备份，存于）
- 繼英女皇伊利沙伯二世和其他主要皇室成員後，皇夫菲臘親王的六名孫兒孫女也先後到醫院探訪，當中包括威廉王子和哈利王子。此外，皇室成員如期在桑德林漢姆府出席聖誕節禮拜，但菲臘親王因病未能出席。BBC （页面存档备份，存于）、BBC （页面存档备份，存于）

## 12月24日
- 英女皇伊利沙伯二世即將發表本年預先錄製的聖誕文告，今年女皇以家庭為題材，除了會談及皇孫威廉王子的大婚，也會談及對皇夫菲臘親王九秩壽辰的看法。此外英聯邦「大家庭」也會是女皇聖誕文告的焦點之一。BBC （页面存档备份，存于）
- 英女皇伊利沙伯二世的皇夫菲臘親王因為胸部痛楚，被送入劍橋郡一所醫院，證實其冠狀動脈栓塞，並已經即時接受手術。白金漢宮發言人表示菲臘親王目前「精神良好」，但要繼續留院觀察。菲臘親王入院後，女皇在兒女安德魯王子、愛德華王子和安妮公主陪同下，即時乘搭直昇機到醫院探望，他們探訪過後，皇儲查理斯與卡米拉也乘車到醫院探望。分析認為皇室成員紛紛趕到醫院，是因為他們一度以為菲臘親王命在旦夕。BBC （页面存档备份，存于）

## 12月22日
- 外相夏偉林批評伊朗政府對內封鎖英國駐伊朗大使館網站，阻止伊朗人民獲取有關到訪英國的資訊。他強調英國會繼續透過各種渠道，包括互聯網，與伊朗人民交流。鑑於伊朗目前英伊交惡，外交部呼籲英國國民如非必要都不應前往伊朗。BBC （页面存档备份，存于）
- 根據最新官方數字，英國經濟在本年7月份至9月份錄得百分之0.6的增長，較原先預測的百分之0.5調升百分之0.1。BBC （页面存档备份，存于）

## 12月21日
- 倫敦警方採取行動，搜查倫敦約百處地址，拘捕62名涉嫌參與今年8月英國騷亂的滋事份子。騷亂在8月發生後，至今累積共3,400人被捕，其中大約三份二人被檢控或被傳召出庭受審。BBC （页面存档备份，存于）
- 聯合政府現正研究放寬全國土地的發展限制，並盡可能支持任何可持續的發展計劃。聯合政府又把原來長逾千頁的發展規條濃縮到只有52頁，指原來的規條拖慢發展，令每年經濟損失30億英鎊。不過，有不少下議院議員和保育團體質疑政府推行的新政策缺乏清晰指引，擔心改革會對郊區自然環境構成嚴重破壞。BBC （页面存档备份，存于）

## 12月20日
- 皮爾斯·摩根在美國透過視像會議向調查前《世界新聞報》竊聽醜聞的獨立研訊作供，他表示不相信自己在執掌該報任內曾發生任何竊聽事件。摩根目前在美國任職於CNN，他曾於1995年至2004年出任《每日鏡報》總編，之前曾於1994年1月至1995年11月任《世界新聞報》總編。BBC （页面存档备份，存于）
- 英揆大衛·卡梅倫突然出訪阿富汗探訪駐紮當地的英軍，但因為遇上沙塵暴而暫時未能前往英軍主要據點堡壘營，並折往坎大哈的北約軍營探訪英軍。BBC （页面存档备份，存于）

## 12月18日
- 商務大臣祈維信博士透露，聯合政府已審閱由約翰·維克斯爵士撰寫關於改革銀行業的獨立報告書，並決定接受報告書的所有建議，當中包括要求銀行把零售銀行和投資銀行業務強制分拆。財相歐思邦將於周一向下議院發表聲明交代政府的決定。BBC （页面存档备份，存于）
- 現年32歲，在2010年大選新當選的保守黨下院議員艾登·貝利（Aidan Burley），在法國出席一個派對時與身穿納粹黨服裝的賓客交流時，被某英國報章拍下和公開照片。保守黨發言人回應指，貝利的行為「冒犯他人和不智」，並已中止其運輸部國會私人秘書的職務。貝利隨後發聲明表示對其他賓客的「不當行為」致歉。BBC （页面存档备份，存于）、BBC （页面存档备份，存于）

## 12月17日
- 英政府代表在比利時布魯塞爾出席歐盟的捕魚業政策談判，成功爭取增加英國捕魚船的核准出海捕魚量配額，但捕魚船的出海捕魚日數卻被相應調低。歐盟方面希望各國在大西洋和北海的總捕魚量長遠可減少百分之11，以維持生態平衡。BBC （页面存档备份，存于）
- 皇家郵政為了節省成本，目前正準備關閉更多郵局，取而代之的是引入更多附設於加油站、商店和酒吧的「地方郵局」、以及其他流動郵車。不過有代表中小企的團體批評，「地方郵局」提供的服務種類比一般郵局小，用以找續的現金備存量也較低，不利中小企營商；有德文郡的中小企指出，當地在2007年關閉了45間郵局，但流動郵車只在特定時間出現，結果每當遇上需要緊急寄出的包裹，就要到更遙遠的郵局。BBC （页面存档备份，存于）

## 12月16日
- 一名原本任職於約克郡一所公立醫院的波蘭裔女醫生，因為受到懷孕歧視和種族歧視，在2008年7月遭院方解僱。女醫生隨後入稟法院獲判得值，院方與有份參與解僱行動的三名高層人員，需要賠償超過400萬英鎊。中約克郡醫院國民保健署信託行政總裁已就事件公開致歉，但表示要研究賠償金額是否合理。BBC （页面存档备份，存于）
- 兩名現年分別23歲和20歲的加勒比海安提瓜島男子，被控在2008年槍殺一對正在當地渡蜜月的31歲英國籍新婚夫婦，被當地高等法院裁定謀殺罪名成立，各被判處三項終身監禁，分期執行。案情指出，兩名男子為了劫掠財物而狠下殺手，但兩人否認控罪。BBC （页面存档备份，存于）、BBC （页面存档备份，存于）
- 法國財政部長接受歐洲電台訪問時，公開批評「英國目前的經濟狀況堪憂」，又指「經濟上而言，做法國人比做英國人更好」，唐寧街首相府發言人回應指出，聯合政府有全盤且值得信賴的經濟政策；而較早時候，法國中央銀行行長也批評英國的信貸評級應該比法國等國更早被降級。BBC （页面存档备份，存于）

## 12月13日
- 保守黨和自民黨高層強調英揆大衛·卡梅倫運用英國否決權阻止歐盟修約，不會損害兩黨在聯合政府的合作關係，英政府也會與歐盟繼續合作，確保不會要求從歐盟收回權力。卡梅倫早前阻止法國和德國提出有關加強管制歐洲金融和銀行業的建議，強調是要顧及倫敦作為金融中心的利益。BBC （页面存档备份，存于）
- 下議院一個委員會建議廢除目前下議員申領實報實銷住屋及交通津貼的做法，改為按劃一水平向議員發放津貼。委員會認為建議可減低行政開支，也可減輕負責計算津貼之公職人員的工作負擔。BBC （页面存档备份，存于）

| 依月份排列新聞動態 |
| \| - 2014年英國：1月 - 2月 - 3月 - 4月 - 5月 - 6月 - 7月 - 8月 - 9月 - 10月 - 11月 - 12月 - 2013年英國：1月 - 2月 - 3月 - 4月 - 5月 - 6月 - 7月 - 8月 - 9月 - 10月 - 11月 - 12月 - 2012年英國：1月 - 2月 - 3月 - 4月 - 5月 - 6月 - 7月 - 8月 - 9月 - 10月 - 11月 - 12月 - 2011年英國：1月 - 2月 - 3月 - 4月 - 5月 - 6月 - 7月 - 8月 - 9月 - 10月 - 11月 - 12月 - 2010年英國：1月 - 2月 - 3月 - 4月 - 5月 - 6月 - 7月 - 8月 - 9月 - 10月 - 11月 - 12月 - 2009年英國：1月 - 2月 - 3月 - 4月 - 5月 - 6月 - 7月 - 8月 - 9月 - 10月 - 11月 - 12月 - 2008年英國：1月 - 2月 - 3月 - 4月 - 5月 - 6月 - 7月 - 8月 - 9月 - 10月 - 11月 - 12月 檢閱 \| |
| - 2014年英國：1月 - 2月 - 3月 - 4月 - 5月 - 6月 - 7月 - 8月 - 9月 - 10月 - 11月 - 12月 - 2013年英國：1月 - 2月 - 3月 - 4月 - 5月 - 6月 - 7月 - 8月 - 9月 - 10月 - 11月 - 12月 - 2012年英國：1月 - 2月 - 3月 - 4月 - 5月 - 6月 - 7月 - 8月 - 9月 - 10月 - 11月 - 12月 - 2011年英國：1月 - 2月 - 3月 - 4月 - 5月 - 6月 - 7月 - 8月 - 9月 - 10月 - 11月 - 12月 - 2010年英國：1月 - 2月 - 3月 - 4月 - 5月 - 6月 - 7月 - 8月 - 9月 - 10月 - 11月 - 12月 - 2009年英國：1月 - 2月 - 3月 - 4月 - 5月 - 6月 - 7月 - 8月 - 9月 - 10月 - 11月 - 12月 - 2008年英國：1月 - 2月 - 3月 - 4月 - 5月 - 6月 - 7月 - 8月 - 9月 - 10月 - 11月 - 12月 檢閱       |